# Emil van Hauth
Emil van Hauth (* 19. April 1899 in Mayen als Gustaf Emil Hoffmann; † 9. März 1974 in München) war ein deutscher Maler und Graphiker. Gustaf Emil Hoffmann wuchs in Mayen als ältestes Kind einer Apothekerfamilie auf und war schon sehr früh an Musik und Kunst interessiert.

## Ausbildung
Nach dem Besuch der Volksschule in Mayen und des Alumnats in Boppard studierte er an der Münchener Kunstgewerbeschule Malerei. Nach zwei Jahren wurde er zur Armee eingezogen und konnte daher sein Studium nicht beenden. Nach mehreren Lazarettaufenthalten in Engers, Koblenz, Kolberg und Andernach wegen einer Kriegsverletzung sowie dem Umzug seiner Eltern nach Engers belegte Hoffmann 1918 zwei Semester an der Königlichen Keramikfachschule in Höhr-Grenzhausen. Danach studierte er in Darmstadt an der Kunstgewerbeschule und hatte Privatunterricht bei Professor Kay Heinrich Nebel. Ab Anfang der 1920er Jahre legte sich Hoffmann in Anlehnung an den Namen seiner Großmutter mütterlicherseits den Künstlernamen Emil van Hauth zu. Dieser wurde ihm erst 1950 amtlich anerkannt. 1922 war van Hauth Gründungsmitglied der Koblenzer Künstlergemeinschaft Das Boot. In dieser Zeit lernte er seine spätere Ehefrau Margarethe Schmidt kennen, die unter dem Künstlernamen Grit Hegesa als Tänzerin und UFA-Filmschauspielerin bekannt war. Es folgte der Umzug nach Berlin, wo 1925 die Hochzeit stattfand.

## Die Berliner Zeit
In Berlin verkehrte van Hauth in der Gesellschaft von Max Beckmann, Ernesto de Fiori, Gustaf Gründgens, Emil Nolde, George Grosz, Philipp Harth und anderen zeitgenössischen Künstlern. Sein Lehrer war in dieser Zeit Arthur Segal. Von vielen dieser Künstler und von anderen Personen der Berliner Gesellschaft malte er Porträts. Seine Frühwerke schwanken zwischen Expressionismus und Kubismus. Ab 1925 wechselte er zum Stil der Neuen Sachlichkeit, 1926/27 nach Studienaufenthalten in Paris nahm er den Stil Cézannes an. Um 1930 besuchte er mehrfach die Künstlerkolonie Ahrenshoop, und wieder änderte er seinen Malstil, diesmal wurden seine Landschaftsbilder wirklichkeitsgetreuer und seine Porträts ähnelten der klassischen Bildnismalerei des 19. Jahrhunderts. Seine Hauptwerke waren die qualitativ überzeugenden Frauenportraits und Stillleben.
1932 trat van Hauth, der schon Mitglied der Novembergruppe war, der Berliner Secession bei. Vom 2. Mai 1933 bis zu seinem Austritt am 28. September 1933 war er als Mitglied des Kampfbundes für deutsche Kultur im Vorstand der Berliner Secession und trat er in die Fachgruppe Maler der Reichskulturkammer ein. Für die Zeit des Nationalsozialismus ist seine Teilnahme an 10 Gruppenausstellungen sicher belegt. Nach wenig erfolgreichen parteinahen Agitationen zog sich van Hauth aus dem öffentlichen Leben zurück und stellte seine Bilder nur noch in privaten Galerien aus. Durch einen Bombenangriff 1943 wurde sein Berliner Atelier mit etwa 60 seiner besten Werke vernichtet. Danach zog das Ehepaar nach Bollendorf in der Eifel, wo sein Vater eine Apotheke besaß.
Nach Ende des Zweiten Weltkriegs lebten sie zeitweise in Neuwied, Königstein im Taunus, Frankfurt am Main und Dießen am Ammersee. 1953 fand das Ehepaar van Hauth seinen letzten Wohnsitz in München. In der Nachkriegszeit wandte er sich dem Stil der Klassischen Moderne zu, allerdings ohne dass eine bemerkenswerte künstlerische Weiterentwicklung erkennbar wurde. Als Verfechter der gegenständlichen Malerei konnte van Hauth mit seinen konservativ geprägten Spätwerken nicht an den Erfolg seiner früheren Werke anknüpfen.

## Seine Werke
Neben seinen meist kleinformatigen Stillleben und großen Porträts sind auch einige Eifellandschaften bekannt. Der Kunstkritiker Reinhard Müller-Mehlis ordnete seine Spätwerke in die Nachfolge der französischen Maler Bonnard, Vuillard und Vallotton ein. Am 9. März 1974 starb van Hauth in München. Seine Urne wurde in der Familiengruft der Familie seiner Ehefrau auf dem Unteren Friedhof in Lahnstein beigesetzt. Wenige Jahre danach wurde in Bonn die größte van Hauth-Ausstellung vom damaligen Staatssekretär des Landes Rheinland-Pfalz, Roman Herzog, eröffnet. Das Eifelmuseum auf der Genovevaburg in Mayen ist die Zentrale zur Erforschung des Lebens von Emil van Hauth, dort sind auch 37 seiner Bilder und Grafiken zu sehen. Vereinzelt werden noch Bilder van Hauths in verschiedenen Kunstgalerien zum Verkauf angeboten. Insgesamt sind fast 1100 Werke bekannt, davon sind 520 in Farbe und 218 in Schwarz-Weiß in Photos, Kopien und zum Teil auch in Zeitungsausschnitten vorhanden. Außerdem gibt es rund 230 Literaturnachweise zu Emil van Hauth.
Kunsthistorisch ist Emil van Hauth der Verschollenen Generation und dem Expressiven Realismus zuzurechnen.
In der Tabelle sind alle 1994 bekannten Werke nach Genre aufgeführt.
| Motive                              | 1923–1954 | 1955–1964 | 1965–1974 | Gesamt |
| ----------------------------------- | --------- | --------- | --------- | ------ |
| Äste, Bäume, Blätter                | 16        | 15        | -         | 31     |
| Aktdarstellungen                    | 11        | 2         | 5         | 19     |
| Architektur, Landschaft, Häuser     | 22        | 14        | 4         | 40     |
| Boote                               | 3         | -         | -         | 3      |
| Eifellandschaften                   | 6         | 4         | 4         | 14     |
| Farbtafeln                          | 1         | 8         | -         | 9      |
| Personen, Porträts (ohne Aktdarst.) | 55        | 46        | 68        | 169    |
| Selbstporträts                      | 2         | -         | 1         | 3      |
| Stillleben                          | 19        | 48        | 29        | 96     |
| Teppichentwürfe                     | -         | 15        | -         | 15     |
| Tiere                               | 9         | 7         | 1         | 17     |
| Gesamt                              | 144       | 159       | 112       | 415    |

Im Rahmen der weiteren Forschung nach Werken van Hauths waren 2005 insgesamt 825 Bilder bekannt, darunter zwölf Selbstporträts, 306 sonstige Porträts, dreizehn mythologische und religiöse Themen, 244 Stillleben und 40 Eifellandschaften. Nachgewiesen ist der Verlust von 72 Bildern.

## Seine Maltechniken
| Aquarell                     | Bleistift          | Gouache                   | Kohle            | Ölfarbe            | Tempera                                 | Tusche            |
| ---------------------------- | ------------------ | ------------------------- | ---------------- | ------------------ | --------------------------------------- | ----------------- |
| auf Büttenpapier             | auf Ingres-Papier  | auf Papier                | auf Öl           | auf Holz           | auf braunem Seidenpapier                | + Aquarell        |
| auf Papier                   | auf Karton         | über Kohle                | Kohle und Tusche | auf Ingreskarton   | auf Leinwand                            | Tuschpinsel       |
| auf Velinpapier              | auf Monopol-Karton | über Tuschpinselzeichnung | Kohlezeichnung   | auf Japanpapier    | über Bleistiftvorzeichnung auf Leinwand | Pinselzeichnung   |
| und Gouache                  | auf Papier         |                           | Kreide und Kohle | auf Karton         | über Pastell/Gouache                    | + Ölfarbe         |
| aquarellierte Kohlezeichnung | Bleistiftskizze    |                           |                  | auf Leinwand       | + Gouache und Kohle                     | + weiße Deckfarbe |
| über Federzeichnung          | Bleistiftzeichnung |                           |                  | Leinwand auf Pappe | Wasser- und Deckfarben                  |                   |
| über Kreidezeichnung         |                    |                           |                  | auf Sperrholz      | Lavierung                               |                   |
| über Rohrfederzeichnung      |                    |                           |                  |                    |                                         |                   |

Neben den oben genannten Techniken fertigte Emil van Hauth auch Lithographien, teilweise auch koloriert, Radierungen und Kaltnadelradierungen. Häufig sind auch Zeichnungen mit blauem oder schwarzem Kugelschreiber ausgeführt.

## Signaturen und Falschnamen
Emil van Hauth verwendete rund 20 unterschiedliche Signaturen für seine Bilder.*
- Emil Hoffmann
- EH (Monogramm, dabei das E unter dem Querbalken des H)
- HE
- Emil Gustaf Hofmann
- Emil van Hauth
- EvH/E.v.H.
- Gustaf Emil van Hauth
- Gustav Emil van Hauth
- GUSTAV EMIL HOFFMANN VAN HAUTH
- G. E. Hoffmann van Hauth
- G. E. HOFFMANN V DEN HAUTH
- H VAN, Monogramm, dabei das VAN unter dem Querbalken des H
- H VAN, Monogramm, das VAN ist allerdings unter dem Querbalken, wobei der linke Balken des V gleichzeitig das Unterteil des H ist
- van Hauth
- van Haut
- VAN HAUTH
- VAN HAUHT
- v.H. (Monogramm)

Daneben findet man in der Literatur noch verschiedene Falschschreibungen für Emil van Hauth. Im Ausstellungskatalog Große Berliner Kunstausstellung-Farbige Raumkunst-1926 als Haut, van. Emil van Haut im Ausstellungskatalog 30 Deutsche Künstler, Berlin 1933. Auf der Rückseite eines Fotos vom Ullstein-Bilderdienst von Hout. Im Inventar-Buch der Deutschen Nationalgalerie in Berlin Emil van Houth. In: Will Grohmann: Kunst der Zeit, Zeitschrift für Kunst und Literatur, Verlag Ottens Berlin, 1928, Van Hout. Im Lexikon des Films, 1926, wird er Von Hauth genannt und im Kürschners Graphiker Handbuch, Illustratoren von Charlotte Fergg-Frowein wird van Hauth zum Prof. van Hauth.

## Einzelausstellungen
- 1920 Darmstadt: Gustaf Emil van Hauth (d. i. Emil Hoffmann) Walpurgisnacht
- 1920 Darmstadt: Emil van Hauth: Erotische Skizzen
- 1936 Berlin, Galerie Buchholz, Emil van Hauth-Aquarelle und Zeichnungen
- 1939 Berlin, Galerie Buchholz, Ausstellung Emil van Hauth-Ölbilder und Philipp Harth-Plastik
- 1963 Düsseldorf, Galerie Alex Vömel, Königsallee 42: Werke von Emil van Hauth-Ölbilder
- 1964 Bremen, Graphisches Kabinett und Kunsthandlung Ursula Voigt K.G., Bremen Rembertistr.1 a: Werke von Emil van Hauth-Ölbilder-Aquarelle-Zeichnungen
- 1965 Koblenz, Galerie Haus Metternich: Emil van Hauth-Gemälde-Zeichnungen
- 1971 München: Emil van Hauth: Studien zu den Schlafenden. Ölbilder 1955–1971
- 1973 München, Galerie Wolfgang Ketterer, Prinzregentenstr 60. Erste Van Hauth Ausstellung in München-Bilder aus drei Jahrzehnten
- 1976 München, Galerie am Poschinger Weiher. Nachlaßausstellung zum Bildhauer Philipp Harth und dem Maler Emil van Hauth
- 1977 Bonn im Haus der Landesvertretung Rheinland-Pfalz: Emil van Hauth: Ausstellung des Malers Emil van Hauth. Eröffnung durch Prof. Roman Herzog
- 1979 Mayen im Eifeler Landschaftsmuseum, Genovevaburg
- 1982 München, Galerie Dietz, Maximilianstr. 36: Emil van Hauth 1899–1974 Aquarelle-Zeichnungen-Ölskizzen
- 2010 Mayen im Alten Arresthaus: Emil van Hauth-Kunstausstellung MitMenschen Der Mayener Maler Emil van Hauth
- 2010/11 Bitburg, Ausstellung in der Bitburger Kreissparkasse. Emil van Hauth 1899–1974 Gemälde Zeichnungen

## Gemeinschaftsausstellungen
Neben den oben angeführten Ausstellungen wurden Werke Emil van Hauths in rund 50 Gemeinschaftsausstellungen veröffentlicht. Erstmals wurden seine Bilder in den Jahren 1922/23 und 1924 in Koblenz gezeigt. Danach folgten 23 Beteiligungen in Berlin zwischen 1925 und 1993, Magdeburg 1933, Saarbrücken 1933, zwischen 1933 und 1935 Ausstellungen in der Galerie Kahnweiler, Frankfurt a. Main, Hamburg und Bonn 1936, Mannheim 1937. 1939 Ausstellung in der Berliner Galerie Buchholz – dort wurde aber die Hälfte der Bilder vom Propagandaministerium verboten –, Münster 1940, Köln und Hamburg 1942. Nach Kriegsende stellte Emil van Hauth 1947 im Kreismuseum Neuwied im Rahmen der Ausstellung Der Mittelrhein in zeitgenössischer Kunst aus, 1949 in Koblenz, 1953 in Baden-Baden, 1955 in Hannover, 1962 in München und 1964 in Bielefeld.

### Ausstellungen nach 1974
- 1976 Kunstausstellung am Pöschinger Weiher: Die Unzertrennlichen, Emil van Hauth und Philipp Harth
- 1978 Koblenz, Der Maler Hans Sprung und seine Zeitgenossen im Haus Metternich
- 1982 München, Emil van Hauth 1899–1974 in der Galerie Klaus Dietz
- 1986 Bonn, Deutscher Künstlerbund, 34. Jahresausstellung
- 1986 Wiesbaden, Nassauischer Kunstverein Wiesbaden. Philipp Harth und sein Freundeskreis
- 1993/94 Berlin, Ausstellung Novembergruppe Galerie Niemann
- 1995 Koblenz Mittelrhein-Museum. Ausstellung FUNDUS
- 1999/2000 München, Galerie Bernd Dürr. Ausstellung VERFEMT! VERBOTEN! VERGESSEN!
- 2005 Koblenz, Mittelrhein-Museum. Rheinische Expressionisten und Europäische Avantgarde